# 九龍巴士72X線
九龍巴士72X線是香港一條來往富蝶總站及旺角（柏景灣）的巴士路線，途經吐露港公路、獅子山隧道、九龍塘、旺角。

## 簡介及歷史
- 1985年9月26日：配合吐露港公路通車，開辦特快路線為第72X，是新界區首兩條特快路線之一（另一條為74X線開辦），當時來往大埔中心及大角咀碼頭。
- 1992年6月1日：增設空調巴士服務。
- 1992年9月25日：往大埔中心方向改經新填地街往旺角道，不經上海街，以配合旺角區實行新交通管理措施。
- 1993年11月5日：回復為全線非空調巴士服務，以配合271線提升至每天全日服務後，需要調配多輛空調巴士。
- 1995年5月8日：受機場鐵路工程影響，大角咀總站遷往新填海區的臨時巴士總站。
- 1995年10月5日：配合櫻桃街隧道通車，來回方向改經該路段。
- 1996年10月25日：重新增設空調巴士服務。
- 1998年7月19日：大角咀總站遷往新落成的奧運站公共運輸交匯處。
- 2000年7月9日：九龍區總站遷往旺角（柏景灣）。
- 2000年8月27日：往旺角方向繞經大角咀道，並加停櫻桃街近奧運站的巴士站；往大埔中心方向繞經奧運站總站。
- 2003年8月16日：提升為全空調服務。
- 2015年1月10日：提早由旺角（柏景灣）開出之頭班車時間，並調整班次。
- 2015年6月27日：增設到站時間預報[3]。
- 2017年7月1日：新增由獅子山隧道及調低由廣福邨往大埔中心的分段收費。
- 2020年1月25日：增設與63R線的八達通轉乘優惠。
- 2024年11月24日：由大埔中心延長至富蝶邨：往旺角方向由新總站開出，經彩蝶街、全安路、頌雅路、汀角路及南運路返回原線，增停頌雅路「香港紅卍字會大埔卍慈中學」及汀角路「富亨邨」站；往富蝶邨方向於大埔中心總站後經安慈路、汀角路、頌雅路、全安路及彩蝶街，增停汀角路「榮暉花園」、「太平工業中心」及頌雅路「富蝶邨斑蝶樓」站[4]。
- 2025年4月14日：往旺角方向取消「香港紅卍字會大埔卍慈中學」站，改停「頌雅苑」站。

## 服務時間及班次
| 富蝶總站開       | 富蝶總站開  | 富蝶總站開   | 旺角（柏景灣）開 | 旺角（柏景灣）開 | 旺角（柏景灣）開 |
| 日期             | 服務時間    | 班次（分鐘） | 日期             | 服務時間         | 班次（分鐘）     |
| ---------------- | ----------- | ------------ | ---------------- | ---------------- | ---------------- |
| 星期一至五       | 05:25       | 05:25        | 星期一至五       | 06:05-07:05      | 20               |
| 星期一至五       | 05:45-06:30 | 15           | 星期一至五       | 07:05-09:10      | 25               |
| 星期一至五       | 06:30-07:30 | 10           | 星期一至五       | 09:10-13:10      | 15               |
| 星期一至五       | 07:30-10:00 | 15           | 星期一至五       | 13:10-14:00      | 10               |
| 星期一至五       | 10:00-17:00 | 12           | 星期一至五       | 14:00-15:00      | 15               |
| 星期一至五       | 17:00-18:00 | 15           | 星期一至五       | 15:00-16:00      | 10               |
| 星期一至五       | 18:00-23:40 | 20           | 星期一至五       | 16:00-18:00      | 12               |
|                  |             |              | 星期一至五       | 18:00-20:30      | 15               |
| 20:30-22:30      | 10          |              | 星期一至五       |                  |                  |
| 22:30-00:00      | 15          |              | 星期一至五       |                  |                  |
| 00:00-00:40      | 20          |              | 星期一至五       |                  |                  |
| 星期六           | 05:25       | 05:25        | 星期六           | 06:05-07:05      | 20               |
| 星期六           | 05:45-07:00 | 15           | 星期六           | 07:05-08:45      | 25               |
| 星期六           | 07:00-09:00 | 12           | 星期六           | 08:45-10:45      | 12               |
| 星期六           | 09:00-10:00 | 15           | 星期六           | 10:45-12:00      | 15               |
| 星期六           | 10:00-12:00 | 12           | 星期六           | 12:00-14:00      | 12               |
| 星期六           | 12:00-16:00 | 10           | 星期六           | 14:00-16:30      | 10               |
| 星期六           | 16:00-17:00 | 15           | 星期六           | 16:30-18:00      | 9                |
| 星期六           | 17:00-18:00 | 12           | 星期六           | 18:00-00:00      | 12               |
| 星期六           | 18:00-20:00 | 20           | 星期六           | 00:00-00:40      | 20               |
| 星期六           | 20:00-23:00 | 15           |                  |                  |                  |
| 星期六           | 23:00-23:40 | 20           |                  |                  |                  |
| 星期日及公眾假期 | 05:35-06:55 | 20           | 星期日及公眾假期 | 06:15            | 06:15            |
| 星期日及公眾假期 | 06:55-10:10 | 15           | 星期日及公眾假期 | 06:40-11:00      | 20               |
| 星期日及公眾假期 | 10:10-15:00 | 10           | 星期日及公眾假期 | 11:00-12:00      | 15               |
| 星期日及公眾假期 | 15:00-18:00 | 12           | 星期日及公眾假期 | 12:00-16:00      | 12               |
| 星期日及公眾假期 | 18:00-22:00 | 15           | 星期日及公眾假期 | 16:00-19:00      | 10               |
| 星期日及公眾假期 | 22:00-23:40 | 20           | 星期日及公眾假期 | 19:00-21:00      | 12               |
|                  |             |              | 星期日及公眾假期 | 21:00-00:00      | 15               |
| 00:00-00:40      | 20          |              | 星期日及公眾假期 |                  |                  |

## 收費
全程：$11.5
- 過獅子山隧道後往旺角（柏景灣）：$7.4
- 獅子山隧道往富蝶總站：$11.0
- 廣福邨往富蝶總站：$5.4

| - 本線設有12歲以下小童及65歲或以上長者半價優惠。 - 65歲或以上香港居民使用「樂悠咭」，以及12歲以下合資格殘疾兒童使用「殘疾人士身份」個人八達通繳付車資，均可享有每程$2.0或半價（以較低者為準）的票價優惠；12至64歲合資格殘疾人士使用「殘疾人士身份」個人八達通（包括「樂悠咭」），以及60至64歲香港居民使用「樂悠咭」繳付車資，均可享有每程$2.0或全費（以較低者為準）的票價優惠。 - 65歲或以上長者如使用長者或一般個人八達通繳付車資，則只可享有半價優惠；12至64歲合資格殘疾人士如不使用「殘疾人士身份」個人八達通，以及60至64歲人士如不使用「樂悠咭」繳付車資，必須繳付全費。 - 乘客可以現金或八達通於上車時付款，不設找續。 - 每位成人乘客可免費攜帶最多兩名4歲以下而不佔座位的兒童乘客乘車，超額之4歲以下小童必須繳付小童車費乘車。 - 持有「九巴月票」之乘客在車票有效期內，每日可享最多10程任何九龍巴士及龍運巴士路線（包括本路線，以及聯營路線的九龍巴士／龍運巴士提供的班次；惟乘搭機場「A」及「NA」線則可享原價二七折優惠（不會計算每天10次合資格車程））；而B1線則每日可享最多各2程（不會計算每天10次合資格車程）。 - 九龍巴士、城巴、龍運巴士及陽光巴士全職員工及家屬（不包括外判職員）可免費乘搭本路線，惟必須拍職員或職員家屬八達通。 - 乘客亦可透過多元化電子支付系統（e度嘟）繳付車資，包括使用非接觸式VISA卡、JCB卡、萬事達卡、銀聯卡、美國運通、大來國際、Discover Card、Apple Pay、Google Pay、Samsung Pay、AlipayHK「易乘碼」、支付寶、WeChatHK／微信支付「搭車碼」、銀聯雲閃付「乘車碼」及BOC Pay「乘車碼」。乘客使用此付款方式，使用此支付方式的乘客可享有中途下車之分段收費，以及與其他九巴／龍運獨營路線或聯營線九巴／龍運班次之轉乘優惠，惟不適用於與非九巴／龍運路線之轉乘優惠，亦不能享有「公共交通費用補貼計劃」及「長者及合資格殘疾人士公共交通票價優惠計劃」。 |

### 八達通轉乘優惠
乘客登上本線後150分鐘內以同一張八達通卡轉乘以下路線，或從以下路線登車後150分鐘內以同一張八達通卡轉乘本線，次程可獲車資折扣優惠。
72X←→71K，次程可獲$4.2折扣優惠
- 72X往富蝶總站→ 71K任何方向
- 71K任何方向 → 72X往旺角（柏景灣）

| 第一程／第二程路線 | 第二程優惠車資              | 時限    |
| --- | --------------------------- | ------- |
| 72X、74A、80／80A／80P、80M、81C／281B／281X、 85、85A、85B、86、86A、86C、87B、87D／87E、 89、89B、270A／270C、271／271B／271P、281A | 成人：$4.2 小童／長者：$2.1 | 150分鐘 |

注意事項：

- 乘客可於各個可接駁第二程路線的巴士站轉車。
- 轉乘優惠不適用於轉乘同一路線或用"/"劃分的組別之路線。

官方網頁：請按此

## 使用車輛
開辦72X線是主要是採用利蘭勝利二型行走，後來客量不斷上升，一年半後便轉用大車行走（例如：利蘭奧林比安（S3BL）、都城嘉慕威曼都城巴士（S3M）、丹尼士巨龍（S3N）等11米三軸巴士），1992年6月1日因271線開辦，本路線善用271線收車後的空調巴士提供空調服務，主要以利蘭奧林比安11米（AL）及丹尼士巨龍11米（AD）掛帥，但又因應271線提升全日服務抽掉空調巴士車隊，1993年11月5日起轉回全普通巴士行走，成為一項「創舉」，1996年10月25日起再次增派空調巴士行走，這是唯一一條路線有如此安排的，第二次就以富豪奧林比安11米（AV）及12米（3AV）擔當主力，2003年8月16日起改為全空調服務，亦象徵所有行經吐露港公路的巴士路線已轉為全空調服務。
72X線現時使用19輛亞歷山大丹尼士Enviro 500 MMC 12米（13輛E5T、6輛ATENU）及2輛富豪B8L 12米（V6B），均屬上水車廠。272X線用車則由72X線抽調。
| 車隊編號  | 車牌   |
| --------- | ------ |
| E5T1      | TG8125 |
| E5T3      | TJ8990 |
| E5T4      | TH 659 |
| E5T8      | TH3990 |
| E5T9      | TH4359 |
| E5T11     | TJ2383 |
| E5T14     | TJ4638 |
| E5T18     | TJ9247 |
| E5T19     | TJ9504 |
| E5T21     | TK2413 |
| E5T22     | TN7334 |
| E5T24     | TR6082 |
| E5T26     | TS4230 |
| ATENU1073 | UD4841 |
| ATENU1084 | UD6873 |
| ATENU1153 | UH8411 |
| ATENU1282 | VD5006 |
| ATENU1286 | VD4881 |
| ATENU1635 | VT2042 |
| V6B162    | XB4584 |
| V6B163    | XB4925 |

## 行車路線
富蝶總站開經：彩蝶街、頌雅路、汀角路、南運路、安埔路、安慈路、安祥路、寶鄉橋、寶鄉街、廣福道、大埔公路—元州仔段、吐露港公路、大埔公路－沙田段、沙田路、獅子山隧道公路、獅子山隧道、獅子山隧道公路、窩打老道、亞皆老街、櫻桃街、大角咀道、未命名路、櫻桃街及海泓道。
旺角（柏景灣）開經：海泓道、櫻桃街、海景街、奧運站公共運輸交匯處、深旺道、櫻桃街、大角咀道、未命名路、櫻桃街、亞皆老街、新填地街、旺角道、洗衣街、亞皆老街、窩打老道、獅子山隧道公路、獅子山隧道、獅子山隧道公路、沙田路、大埔公路—沙田段、吐露港公路、大埔公路—元州仔段、廣福道、寶鄉街、寶鄉橋、安祥路、安慈路、安埔路、汀角路、頌雅路及彩蝶街。

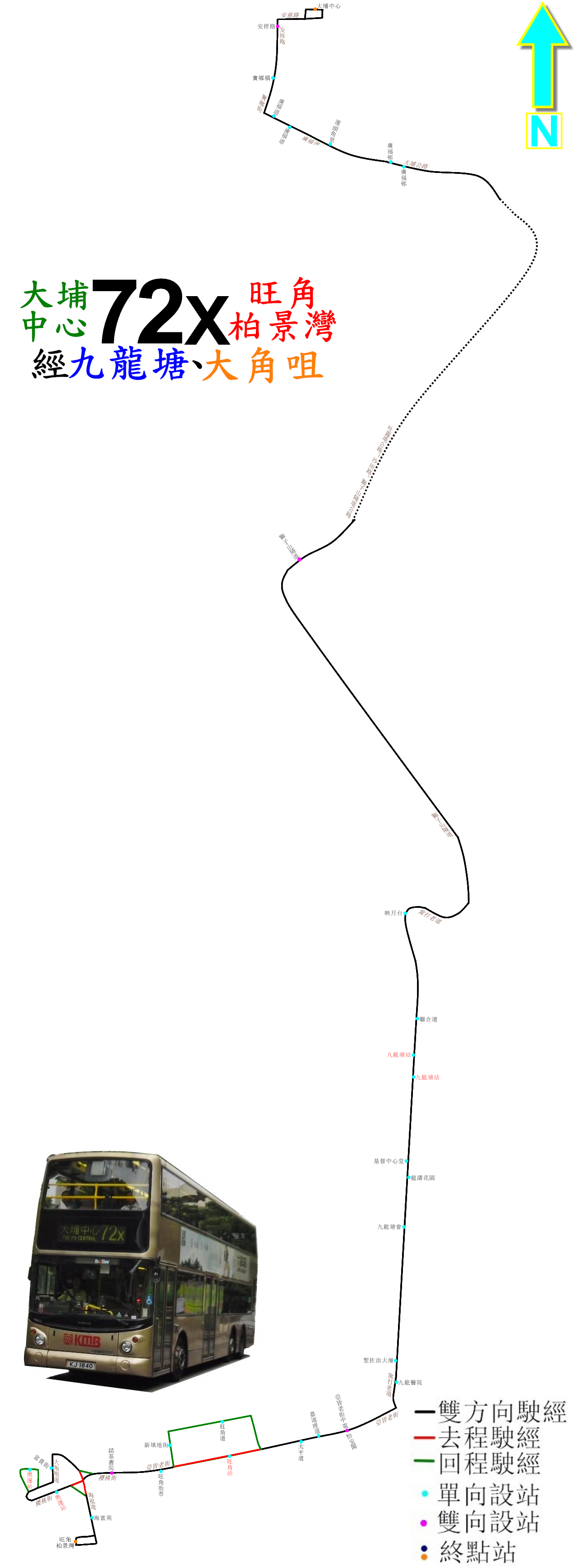
72X線延長前的走線圖

具體停站請參考資訊框

## 客量
本線針對大埔區遠離港鐵車站的地區（大埔中心、大埔墟及廣福邨），能直達旺角市中心（如女人街、朗豪坊等消閒熱點），加上價錢比271線便宜客源非常龐大，即使受到東鐵綫和紅色小巴的競爭，仍然深受居民歡迎，於假日經常出現客滿情況。

## 外部連結
- 九巴72X線官方網站路線資料 （页面存档备份，存于）
- https://web.archive.org/web/20140602195329/http://www.districtcouncils.gov.hk/klc/doc/tc/committee_meetings_doc/4TTC/KCTTC14_15cp.pdf
- YouTube：九巴72X線全程行車片段（往大埔中心總站）中文字幕  （页面存档备份，存于）
- 香港巴士大典上的相关条目：九巴72X線